# Courcelles-en-Bassée
Pour les articles homonymes, voir Courcelles.
Courcelles-en-Bassée est une commune française située dans le département de Seine-et-Marne en région Île-de-France.

## Géographie

### Localisation
Située dans la partie sud de la Seine-et-Marne, Courcelles-en-Bassée appartient à l’arrondissement de Provins et au canton de Montereau-Fault-Yonne.
Elle est située dans le territoire de la Bassée.
Les grands centres de proximité sont à :
- 9 km au sud-ouest, Montereau-Fault-Yonne accessible par la R D18 ;
- 28 km au nord-est, Provins accessible par la RD 403 ;
- 43 km au sud-est, Sens accessible par l’A5 ;
- 43 km au nord-ouest, Melun accessible par l’A5 et la N 105 ;
- 35 km à l’est, Fontainebleau accessible par la RN 6.

### Communes limitrophes
| Salins              | Montigny-Lencoup     |                    |
| Saint-Germain-Laval | Courcelles-en-Bassée | Châtenay-sur-Seine |
|                     | Marolles-sur-Seine   | La Tombe           |

### Géologie et relief
L'altitude de la commune varie de 47 mètres à 136 mètres pour le point le plus haut, le centre du bourg se situant à environ 74 mètres d'altitude (mairie). Elle est classée en zone de sismicité 1, correspondant à une sismicité très faible.

### Hydrographie

#### Réseau hydrographique

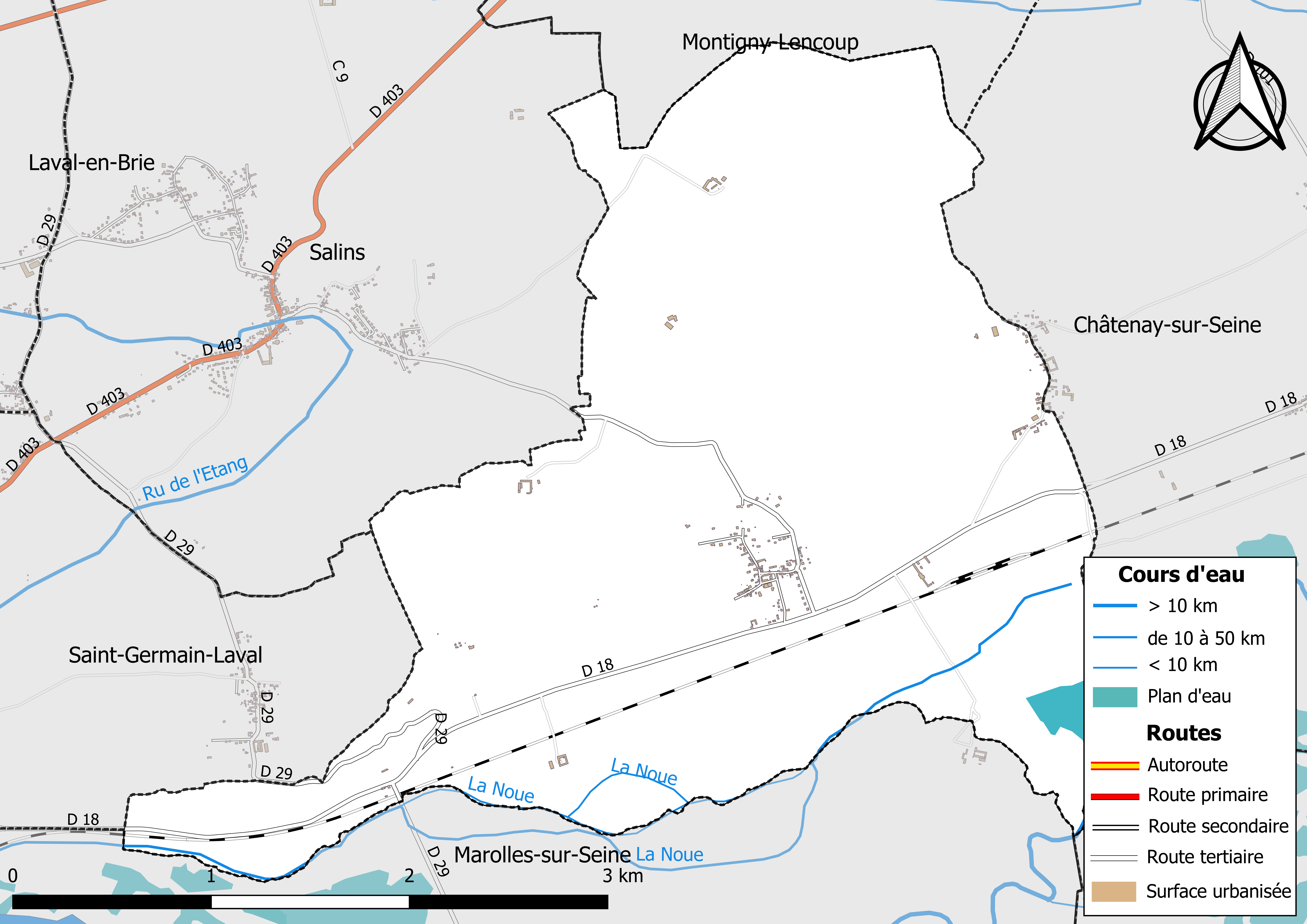
Carte des réseaux hydrographique et routier de Courcelles-en-Bassée.

Le réseau hydrographique de la commune se compose de quatre cours d'eau référencés :
- la rivière Auxence (ou la Vieille Seine), longue de 34,18 km[3], affluent en rive droite de la Seine ;
- la rivière La Noue, 6,94 km[4], affluent de la Seine, ainsi que :
  - un bras de 2,24 km[5] ;
  - un bras de 0,75 km[6].

La longueur totale des cours d'eau sur la commune est de 4,78 km.

#### Gestion des cours d'eau
Afin d’atteindre le bon état des eaux imposé par la Directive-cadre sur l'eau du 23 octobre 2000, plusieurs outils de gestion intégrée s’articulent à différentes échelles : le SDAGE, à l’échelle du bassin hydrographique, et le SAGE, à l’échelle locale. Ce dernier fixe les objectifs généraux d’utilisation, de mise en valeur et de protection quantitative et qualitative des ressources en eau superficielle et souterraine. Le département de Seine-et-Marne est couvert par six SAGE, au sein du bassin Seine-Normandie.
La commune fait partie du SAGE « Bassée Voulzie », en cours d'élaboration en décembre 2020. Le territoire de ce SAGE concerne 144 communes dont 73 en Seine-et-Marne, 50 dans l'Aube, 15 dans la Marne et 6 dans l'Yonne, pour une superficie de 1 710 km2,. Le pilotage et l’animation du SAGE sont assurés par Syndicat Mixte Ouvert de l’eau potable, de l’assainissement collectif, de l’assainissement non collectif, des milieux aquatiques et de la démoustication (SDDEA), qualifié de « structure porteuse ».

### Climat
Pour des articles plus généraux, voir Climat de l'Île-de-France et Climat de Seine-et-Marne.
En 2010, le climat de la commune est de type climat océanique dégradé des plaines du Centre et du Nord, selon une étude du CNRS s'appuyant sur une série de données couvrant la période 1971-2000. En 2020, Météo-France publie une typologie des climats de la France métropolitaine dans laquelle la commune est exposée à un climat océanique altéré et est dans la région climatique Nord-est du bassin Parisien, caractérisée par un ensoleillement médiocre, une pluviométrie moyenne régulièrement répartie au cours de l’année et un hiver froid (3 °C).
Pour la période 1971-2000, la température annuelle moyenne est de 11,2 °C, avec une amplitude thermique annuelle de 15,4 °C. Le cumul annuel moyen de précipitations est de 703 mm, avec 11,8 jours de précipitations en janvier et 7,5 jours en juillet. Pour la période 1991-2020, la température moyenne annuelle observée sur la station météorologique la plus proche, située sur la commune de La Brosse-Montceaux à 8 km à vol d'oiseau, est de 12,0 °C et le cumul annuel moyen de précipitations est de 652,9 mm,. Pour l'avenir, les paramètres climatiques de la commune estimés pour 2050 selon différents scénarios d'émission de gaz à effet de serre sont consultables sur un site dédié publié par Météo-France en novembre 2022.

### Milieux naturels et biodiversité

#### Espaces protégés
La protection réglementaire est le mode d’intervention le plus fort pour préserver des espaces naturels remarquables et leur biodiversité associée,.
Un  espace protégé est présent sur la commune : 
les « coteaux calcaires de Tréchy », objet d'un arrêté préfectoral de protection de biotope, d'une superficie de 59 ha.

#### Réseau Natura 2000

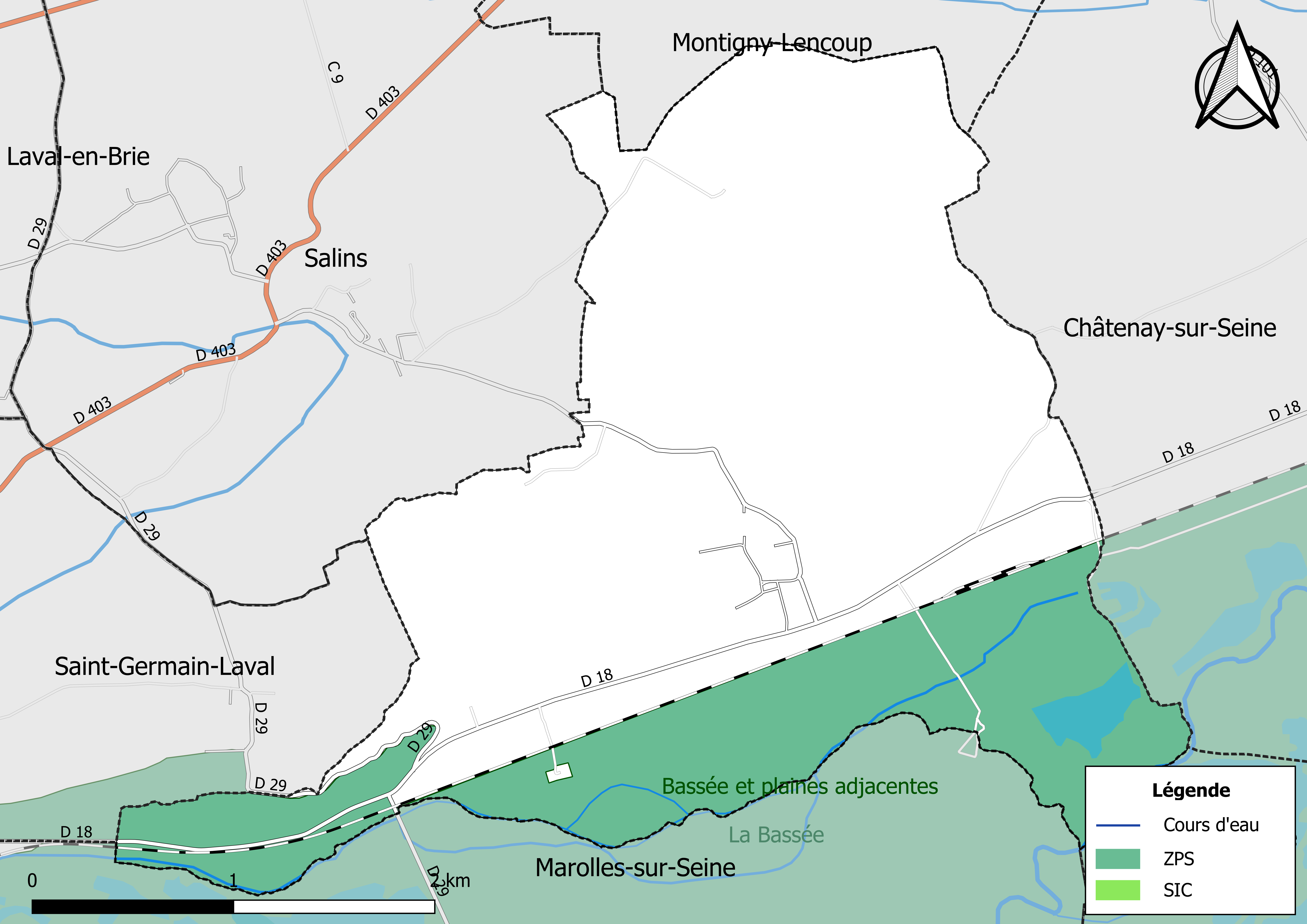
Sites Natura 2000 sur le territoire communal.

Le réseau Natura 2000 est un réseau écologique européen de sites naturels d’intérêt écologique élaboré à partir des Directives « Habitats » et « Oiseaux ». Ce réseau est constitué de Zones spéciales de conservation (ZSC) et de Zones de protection spéciale (ZPS). Dans les zones de ce réseau, les États Membres s'engagent à maintenir dans un état de conservation favorable les types d'habitats et d'espèces concernés, par le biais de mesures réglementaires, administratives ou contractuelles.
Un site Natura 2000 a été défini sur la commune au titre de la « directive Habitats » : 
- la « Bassée », d'une superficie de 1 403 ha, une vaste plaine alluviale de la Seine. Elle abrite la plus grande et l’une des dernières forêts alluviales du Bassin parisien ainsi qu’un ensemble relictuel de prairies humides[22],[23] ;

et un  au titre de la « directive Oiseaux » :  
- la « Bassée et plaines adjacentes », d'une superficie de 27 643 ha, une vaste plaine alluviale de la Seine bordée par un coteau marqué au nord et par un plateau agricole au sud. Elle abrite une importante diversité de milieux qui conditionnent la présence d’une avifaune très riche[24],[25].

#### Zones naturelles d'intérêt écologique, faunistique et floristique
L’inventaire des zones naturelles d'intérêt écologique, faunistique et floristique (ZNIEFF) a pour objectif de réaliser une couverture des zones les plus intéressantes sur le plan écologique, essentiellement dans la perspective d’améliorer la connaissance du patrimoine naturel national et de fournir aux différents décideurs un outil d’aide à la prise en compte de l’environnement dans l’aménagement du territoire.
Le territoire communal de Courcelles-en-Bassée comprend quatre ZNIEFF de type 1,, : 
- le « Bois de Châlon » (82,7 ha), couvrant 2 communes du département[28] ;
- les « Coteaux calcaires de Tréchy » (50,45 ha), couvrant 2 communes du département[29] ;
- les « noue, plans d'eau et bois de Veuve » (155,02 ha), couvrant 2 communes du département[30] ;
- la « Rivière Auxence, de Châtenay-sur-Seine à la Confluence » (38,27 ha), couvrant 4 communes du département[31] ;

et un ZNIEFF de type 2,, 
la « vallée de la Seine entre Montereau et Melz-sur-Seine (Bassee) » (14 216,75 ha), couvrant 26 communes du département.

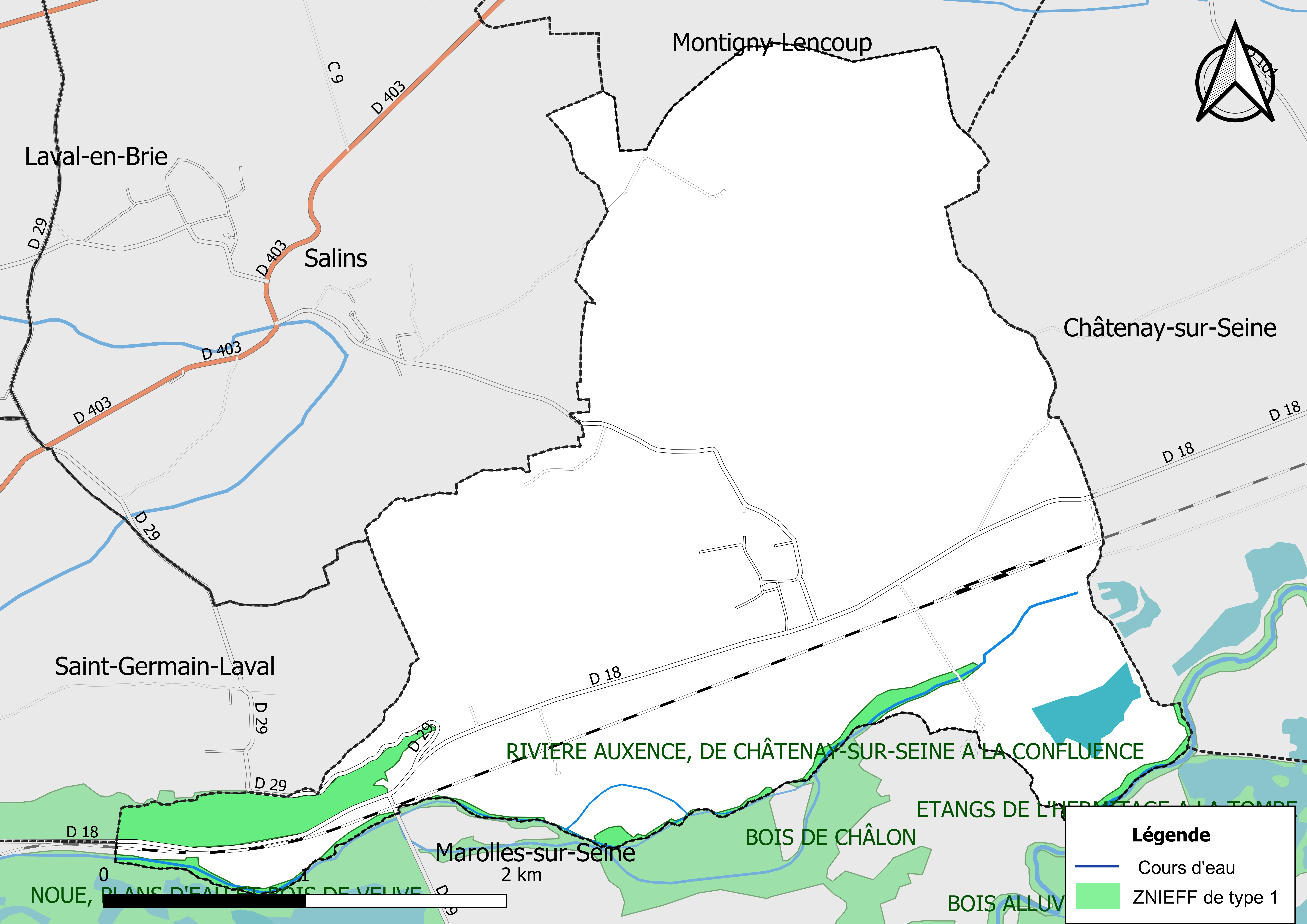
Carte des ZNIEFF de type 1 de la commune.
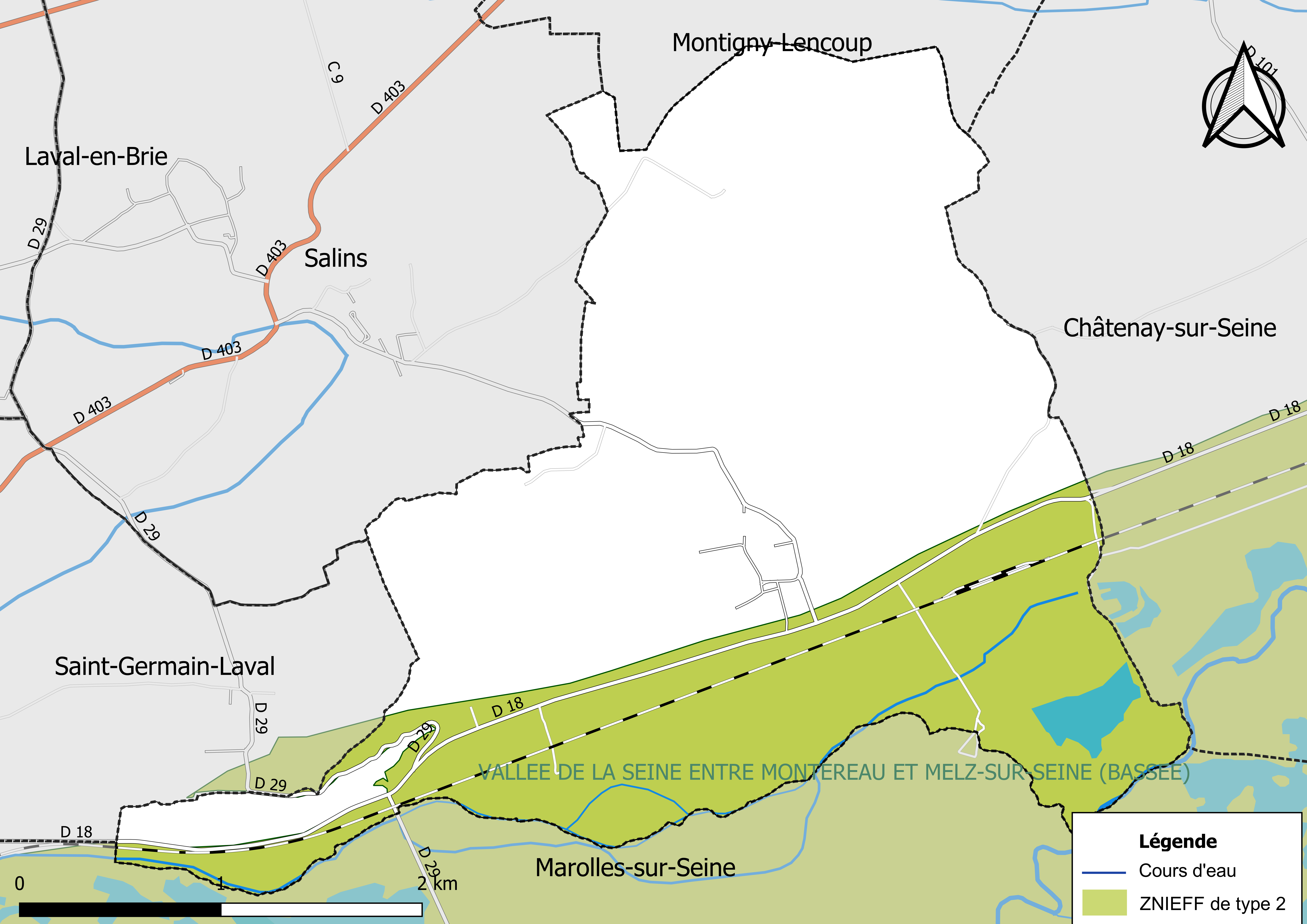
Carte des ZNIEFF de type 2 de la commune.

## Urbanisme

### Typologie
Au 1er janvier 2024, Courcelles-en-Bassée est catégorisée commune rurale à habitat dispersé, selon la nouvelle grille communale de densité à sept niveaux définie par l'Insee en 2022.
Elle est située hors unité urbaine. Par ailleurs la commune fait partie de l'aire d'attraction de Paris, dont elle est une commune de la couronne,. Cette aire regroupe 1 929 communes,.

### Lieux-dits et écarts
La commune compte 56 lieux-dits administratifs répertoriés consultables ici (source : le fichier Fantoir) dont Noslong (halte ferroviaire), Changy, le Plessis (partagé avec Châtenay-sur-Seine), Ferme de Bailly, Ferme de Gilly, Ferme de la Grande Vente.

### Occupation des sols
L'occupation des sols de la commune, telle qu'elle ressort de la base de données européenne d’occupation biophysique des sols Corine Land Cover (CLC), est marquée par l'importance des territoires agricoles (83,2 % en 2018), en diminution par rapport à 1990 (87,5 %). La répartition détaillée en 2018 est la suivante : 
terres arables (76,3% ), forêts (8,2% ), zones agricoles hétérogènes (7% ), eaux continentales (3,3% ), milieux à végétation arbustive et/ou herbacée (3,1% ), mines, décharges et chantiers (2,2 %).
Parallèlement, L'Institut Paris Région, agence d'urbanisme de la région Île-de-France, a mis en place un inventaire numérique de l'occupation du sol de l'Île-de-France, dénommé le MOS (Mode d'occupation du sol), actualisé régulièrement depuis sa première édition en 1982. Réalisé à partir de photos aériennes, le Mos distingue les espaces naturels, agricoles et forestiers mais aussi les espaces urbains (habitat, infrastructures, équipements, activités économiques, etc.) selon une classification pouvant aller jusqu'à 81 postes, différente de celle de Corine Land Cover,,. L'Institut met également à disposition des outils permettant de visualiser par photo aérienne l'évolution de l'occupation des sols de la commune entre 1949 et 2018.

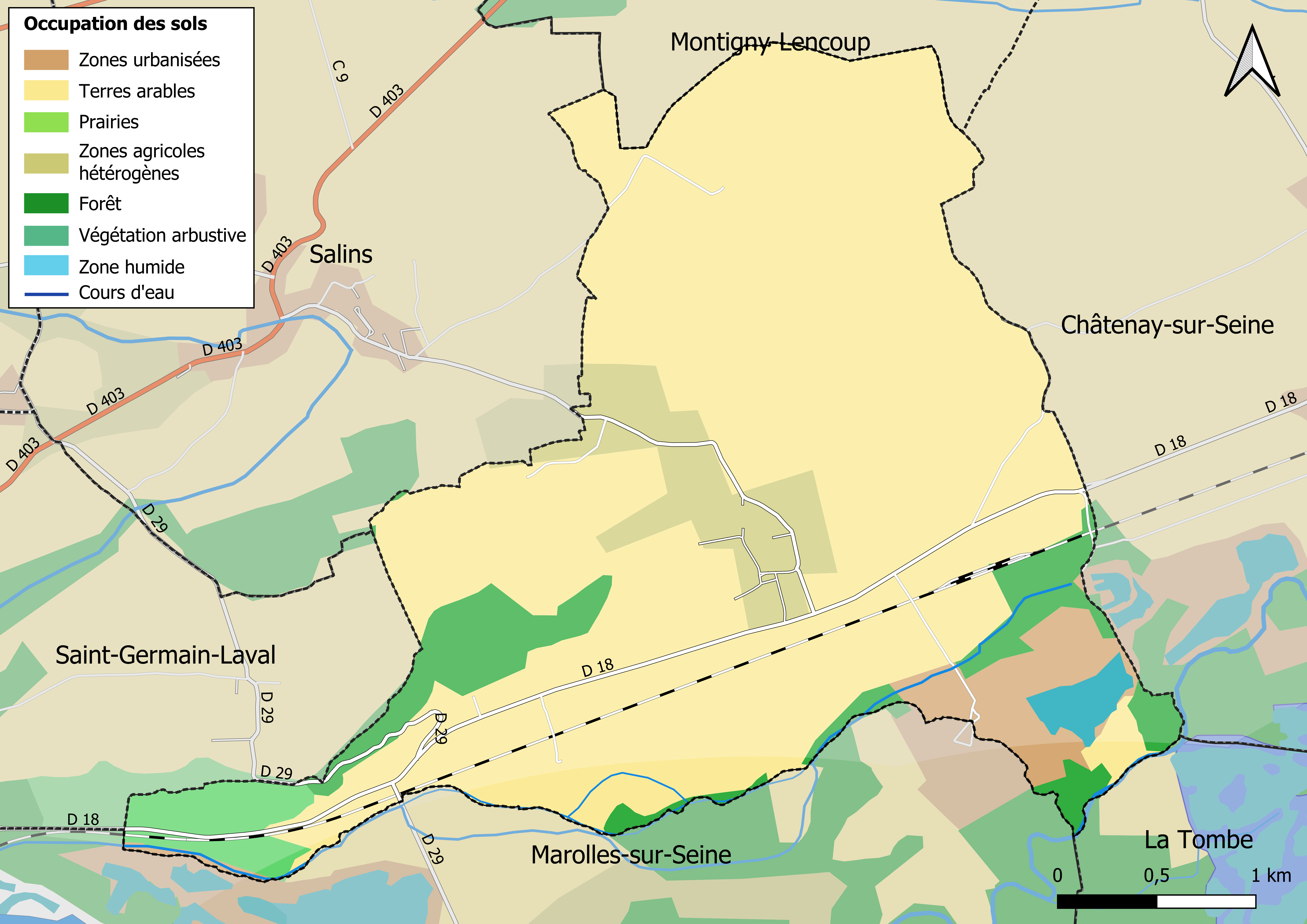
Carte des infrastructures et de l'occupation des sols en 2018 (CLC) de la commune.
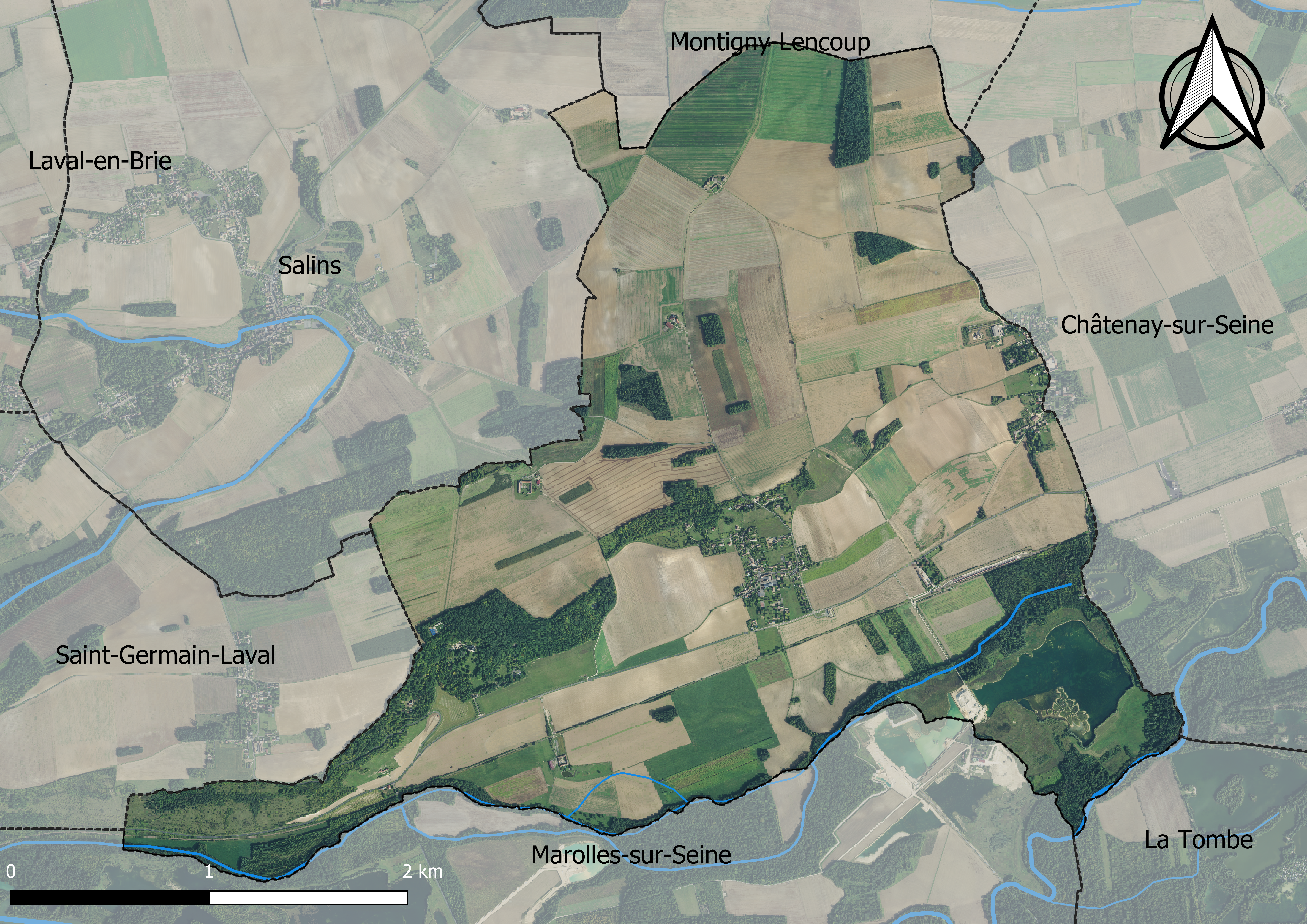
Carte orhophotogrammétrique de la commune.

### Planification
La loi SRU du 13 décembre 2000 a incité les communes à se regrouper au sein d’un établissement public, pour déterminer les partis d’aménagement de l’espace au sein d’un SCoT, un document d’orientation stratégique des politiques publiques à une grande échelle et à un horizon de 20 ans et s'imposant aux documents d'urbanisme locaux, les PLU (Plan local d'urbanisme). La commune est dans le territoire du SCOT Seine et Loing, dont le projet a été arrêté le 3 juillet 2019, porté par le syndicat mixte d’études et de programmation (SMEP) Seine et Loing rassemblant à la fois 44 communes et trois communautés de communes.
La commune disposait en 2019 d'un plan local d'urbanisme en révision. Le zonage réglementaire et le règlement associé peuvent être consultés sur le Géoportail de l'urbanisme.

### Logement
En 2016, le nombre total de logements dans la commune était de 110 dont 98,2 % de maisons et 1,8 % d’appartements.
Parmi ces logements, 86 % étaient des résidences principales, 6,1 % des résidences secondaires et 7,9 % des logements vacants.
La part des ménages propriétaires de leur résidence principale s’élevait à 86,5 % contre 12,4 % de locataires et 1,1 % logés gratuitement.

### Voies de communication et transports

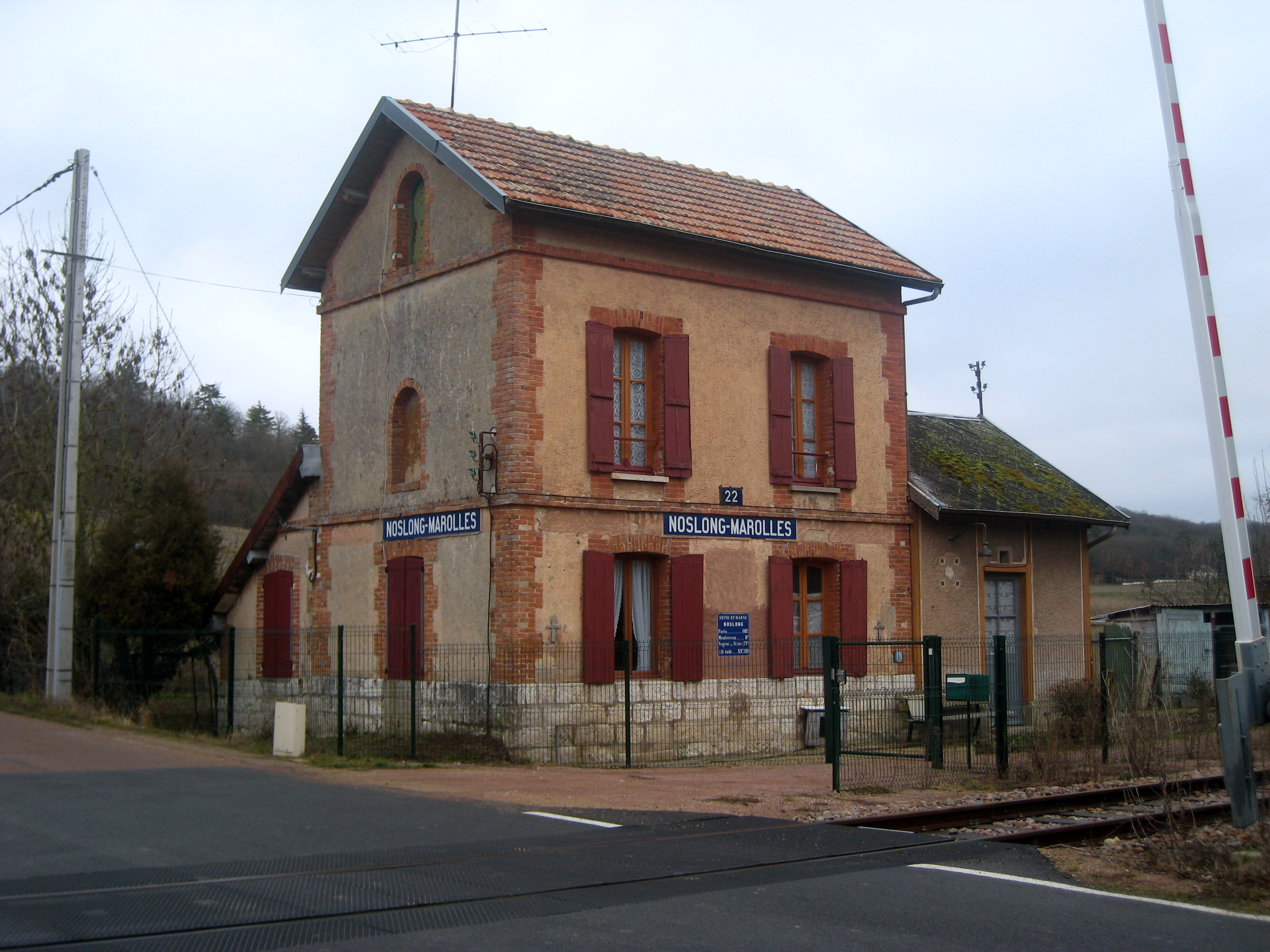
La halte de Noslong - Marolles.

La commune bénéficie de la proximité de deux échangeurs qui desservent l’A5 reliant la Francilienne et l’A6 à Troyes : celui de Forges et celui de Marolles-sur-Seine.
La gare SNCF, la plus proche, est celle de Montereau-Fault-Yonne qui dessert principalement Paris et Melun dans un sens et Sens et Laroche - Migennes dans l’autre.
La commune est traversée par la ligne de chemin de fer de Flamboin-Gouaix à Montereau, réhabilitée en 2011. La halte de Noslong - Marolles est en fait sur le territoire de Courcelles-en-Bassée.

## Toponymie
Le nom de la localité est mentionné sous les formes P. de Corcellis en 1144 ; Parrochia de Curcellis en 1204 ; Curceles en 1204 ; Curcellae et Corcelles en 1209 ; Corcellae en 1228 ; La ville de Corcelles et Corceillae en 1284 ; Cappella sancte Katherine de Corcellis vers 1350.

## Histoire
C’est une terre royale abandonnée par les rois mérovingiens avec les terroirs de Marolles, de Châtenay et de la Tombe, aux abbayes de Farmoutiers et de Preuilly. Privée de manoir féodal, la paroisse appartient au seigneur du fief de Changy.
L'abbaye du Jard percevait les bénéfices du monastère de Courcelles.
Elle reste réunie à Marolles avec les maisons de Thianges, de Juvénal des Ursins et de Poisieux jusqu’au XVIIe siècle. À cette époque, la châtellerie de Marolles est démembrée et vendue. Une partie de la seigneurie de Courcelles est alors attribuée à Charles de Febvre, écuyer.
Au XVIIIe siècle, les propriétés du seigneur de Courcelles et du châtelain de Changis sont réunies sur la tête de Claude Galland, seigneur de Changis et de Châtenay et restent annexées à Châtenay jusqu’à la Révolution.
Pendant la guerre de 1870, 19 habitants de Courcelles participeront au conflit.
À la fin du XIXe siècle un château s’élève sur la hauteur de Montapot où est reconnu en 1878 un tumulus contenant de nombreux squelettes et des ornements gallo-romains transférés au musée de Cluny à Paris.

## Politique et administration

### Liste des maires
| Période                                  | Période   | Identité       | Étiquette | Qualité |
| ---------------------------------------- | --------- | -------------- | --------- | ------- |
| Les données manquantes sont à compléter. |           |                |           |         |
| mars 1977                                | mars 2014 | Michel Pesquet |           |         |
| mars 2014                                | 2020      | Jocelyne Timon |           |         |
| 2020                                     | En cours  | Jean-Luc Auzou |           |         |

## Équipements et services

### Eau et assainissement
L’organisation de la distribution de l’eau potable, de la collecte et du traitement des eaux usées et pluviales relève des communes. La loi NOTRe de 2015 a accru le rôle des EPCI à fiscalité propre en leur transférant cette compétence. Ce transfert devait en principe être effectif au 1er janvier 2020, mais la loi Ferrand-Fesneau du 3 août 2018 a introduit la possibilité d’un report de ce transfert au 1er janvier 2026,.

#### Assainissement des eaux usées
En 2020, la gestion du service d'assainissement collectif de la commune de Courcelles-en-Bassée est assurée par la communauté de communes Pays de Montereau (CCPM) pour la collecte, le transport et la dépollution. Ce service est géré en délégation par une entreprise privée, dont le contrat arrive à échéance le 31 décembre 2026,,.
L’assainissement non collectif (ANC) désigne les installations individuelles de traitement des eaux domestiques qui ne sont pas desservies par un réseau public de collecte des eaux usées et qui doivent en conséquence traiter elles-mêmes leurs eaux usées avant de les rejeter dans le milieu naturel. La communauté de communes Pays de Montereau (CCPM) assure pour le compte de la commune le service public d'assainissement non collectif (SPANC), qui a pour mission de vérifier la bonne exécution des travaux de réalisation et de réhabilitation, ainsi que le bon fonctionnement et l’entretien des installations. Cette prestation est déléguée à la SAUR, dont le contrat arrive à échéance le 31 décembre 2026,.

#### Eau potable
En 2020, l'alimentation en eau potable est assurée par le syndicat de l'Eau de l'Est seine-et-marnais (S2E77) qui en a délégué la gestion à l'entreprise Suez, dont le contrat expire le 28 février 2023,,.
Les nappes de Beauce et du Champigny sont classées en zone de répartition des eaux (ZRE), signifiant un déséquilibre entre les besoins en eau et la ressource disponible. Le changement climatique est susceptible d’aggraver ce déséquilibre. Ainsi afin de renforcer la garantie d’une distribution d’une eau de qualité en permanence sur le territoire du département, le troisième Plan départemental de l’eau signé, le 3 octobre 2017, contient un plan d’actions afin d’assurer avec priorisation la sécurisation de l’alimentation en eau potable des Seine-et-Marnais. A cette fin a été préparé et publié en décembre 2020 un schéma départemental d’alimentation en eau potable de secours dans lequel huit secteurs prioritaires sont définis. La commune fait partie du secteur Bassée Montois.

## Population et société

### Démographie
Les habitants de la commune sont appelés les Sulpiciens.
L'évolution du nombre d'habitants est connue à travers les recensements de la population effectués dans la commune depuis 1793. Pour les communes de moins de 10 000 habitants, une enquête de recensement portant sur toute la population est réalisée tous les cinq ans, les populations de référence des années intermédiaires étant quant à elles estimées par interpolation ou extrapolation. Pour la commune, le premier recensement exhaustif entrant dans le cadre du nouveau dispositif a été réalisé en 2007.

En 2022, la commune comptait 214 habitants, en évolution de −2,28 % par rapport à 2016 (Seine-et-Marne : +3,92 %, France hors Mayotte : +2,11 %).
| 1793 | 1800 | 1806 | 1821 | 1831 | 1836 | 1841 | 1846 | 1851 |
| ---- | ---- | ---- | ---- | ---- | ---- | ---- | ---- | ---- |
| 102  | 133  | 128  | 172  | 194  | 206  | 207  | 199  | 206  |

| 1856 | 1861 | 1866 | 1872 | 1876 | 1881 | 1886 | 1891 | 1896 |
| ---- | ---- | ---- | ---- | ---- | ---- | ---- | ---- | ---- |
| 196  | 204  | 191  | 181  | 185  | 185  | 178  | 175  | 141  |

| 1901 | 1906 | 1911 | 1921 | 1926 | 1931 | 1936 | 1946 | 1954 |
| ---- | ---- | ---- | ---- | ---- | ---- | ---- | ---- | ---- |
| 153  | 148  | 153  | 137  | 156  | 168  | 163  | 143  | 155  |

| 1962 | 1968 | 1975 | 1982 | 1990 | 1999 | 2006 | 2007 | 2012 |
| ---- | ---- | ---- | ---- | ---- | ---- | ---- | ---- | ---- |
| 109  | 105  | 128  | 213  | 202  | 204  | 216  | 218  | 239  |

| 2017 | 2022 | - | - | - | - | - | - | - |
| ---- | ---- | - | - | - | - | - | - | - |
| 206  | 214  | - | - | - | - | - | - | - |

## Économie

### Revenus de la population et fiscalité
En 2018, le nombre de ménages fiscaux de la commune était de 91, représentant 223 personnes et la  médiane du revenu disponible par unité de consommation  de 27 240 euros.

### Emploi
En 2018, le nombre total d’emplois dans la zone était de 24, occupant 88 actifs  résidants (dont 6,7 % dans la commune de résidence et 93,3 % dans une commune autre que la commune de résidence).
Le taux d'activité de la population (actifs ayant un emploi) âgée de 15 à 64 ans s'élevait à 69,3 % contre un taux de chômage de 7,1 %. 
Les 23,6 % d’inactifs se répartissent de la façon suivante : 10,2 % d’étudiants et stagiaires non rémunérés, 8,7 % de retraités ou préretraités et 4,7 % pour les autres inactifs.

### Secteurs d'activité

#### Entreprises et commerces
Au 31 décembre 2019, le nombre d’unités légales et d’établissements (activités marchandes hors agriculture) par secteur d'activité était de 5 dont 2 dans le commerce de gros et de détail, transports, hébergement et restauration, 1 dans les activités spécialisées, scientifiques et techniques et activités de services administratifs et de soutien  et 2 dans l’administration publique, enseignement, santé humaine et action sociale.
Au 1er janvier 2021, la commune ne disposait pas d’hôtel et de terrain de camping.

#### Agriculture
Courcelles-en-Bassée est dans la petite région agricole dénommée la « Bassée » ou « Basse Seine », au sud-est du département. En 2010, l'orientation technico-économique de l'agriculture sur la commune est la culture de céréales et d'oléoprotéagineux (COP).
Si la productivité agricole de la Seine-et-Marne se situe dans le peloton de tête des départements français, le département enregistre un double phénomène de disparition des terres cultivables (près de 2 000 ha par an dans les années 1980, moins dans les années 2000) et de réduction d'environ 30 % du nombre d'agriculteurs dans les années 2010. Cette tendance se retrouve au niveau de la commune où le nombre d’exploitations est passé de 8 en 1988 à 7 en 2010. Parallèlement, la taille de ces exploitations augmente, passant de 88 ha en 1988 à 127 ha en 2010.
Le tableau ci-dessous présente les principales caractéristiques des exploitations agricoles de Courcelles-en-Bassée, observées sur une période de 22 ans : 
|                                      | 1988 | 2000 | 2010 |
| ------------------------------------ | ---- | ---- | ---- |
| Dimension économique,                |      |      |      |
| Nombre d’exploitations (u)           | 8    | 5    | 7    |
| Travail (UTA)                        | 12   | 5    | 8    |
| Surface agricole utilisée (ha)       | 701  | 667  | 890  |
| Cultures                             |      |      |      |
| Terres labourables (ha)              | 693  | 660  | 886  |
| Céréales (ha)                        | 600  | s    | 603  |
| dont blé tendre (ha)                 | 280  | 310  | 386  |
| dont maïs-grain et maïs-semence (ha) | 202  | s    | s    |
| Tournesol (ha)                       | 65   | 49   |      |
| Colza et navette (ha)                | s    | 60   | 175  |
| Élevage                              |      |      |      |
| Cheptel (UGBTA)                      | 57   | 13   | 17   |

## Culture locale et patrimoine

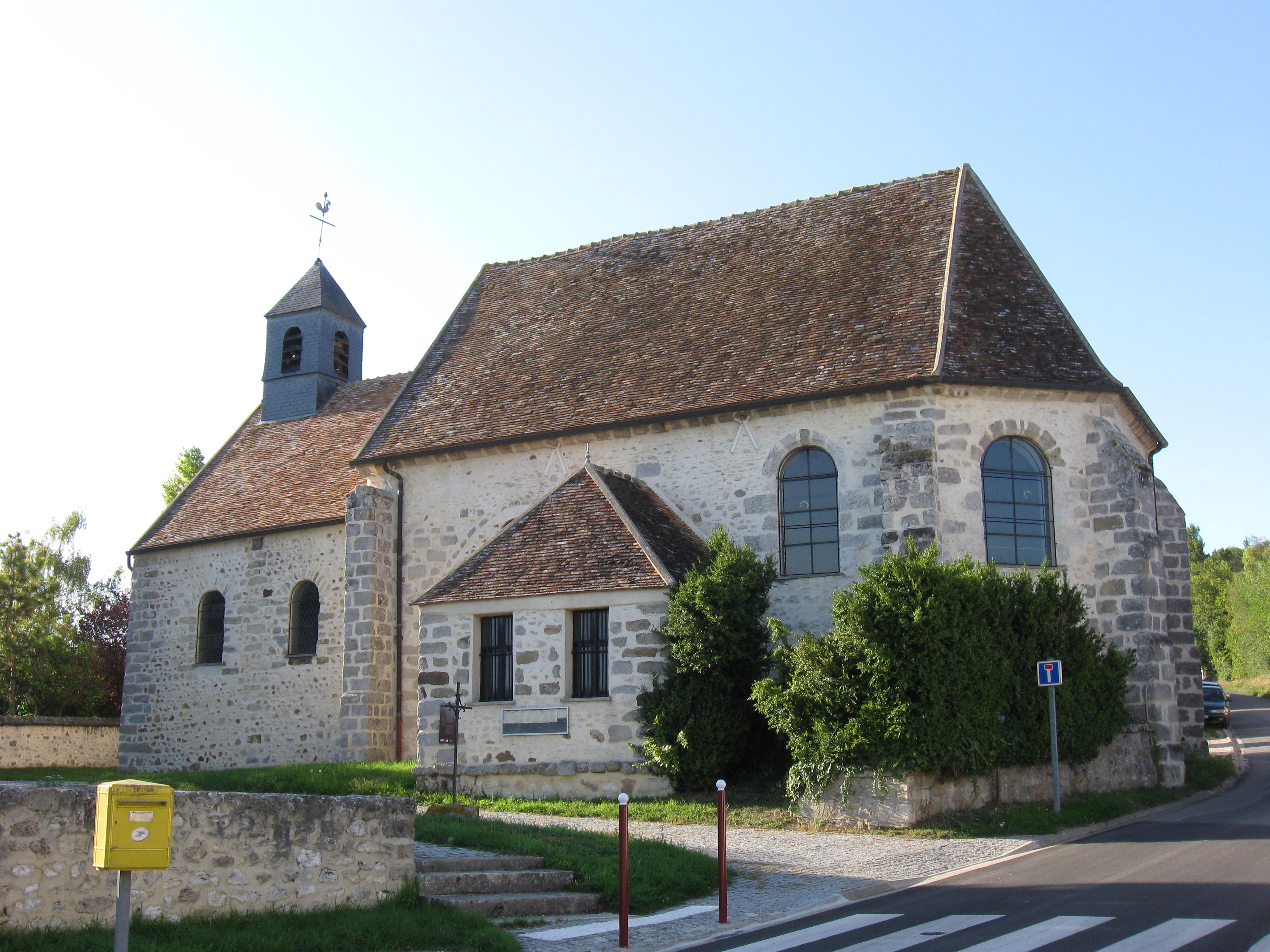
L'église Saint-Martin.

### Lieux et monuments
- L'église Saint-Martin[75].
- Le château de Montapot, XIXe siècle, bien exposé sur le coteau et le corps de ferme de Changy.
- Les coteaux de Tréchy : vaste coteau calcaire de la cuesta d’Île-de-France, à fort intérêt écologique (pelouse calcaire) et paysager. Il s'agit de la rupture du plateau de Brie. On peut y observer le contact des calcaires tertiaires avec les terrains du secondaire (craie). Une source provenant de la nappe de Champigny émerge au niveau d'une couche d'argile. Ce site est une propriété de Pro Natura Ile-de-France, conservatoire régional d'espaces naturels d’Île-de-France, et est géré par l'Association des Naturalistes de la Vallée du Loing et du massif de Fontainebleau. Il fait l'objet d'un arrêté préfectoral de protection de biotope.

### Courcelles-en-Bassée au cinéma
En 1966, des séquences du film de Christian-Jaque La Seconde Vérité, avec Michèle Mercier et Robert Hossein, sont tournées à la halte de Noslong-Marolles située sur le territoire de Courcelles et rebaptisée Crimolois pour la circonstance.